# Спрингфилд (Орегон)

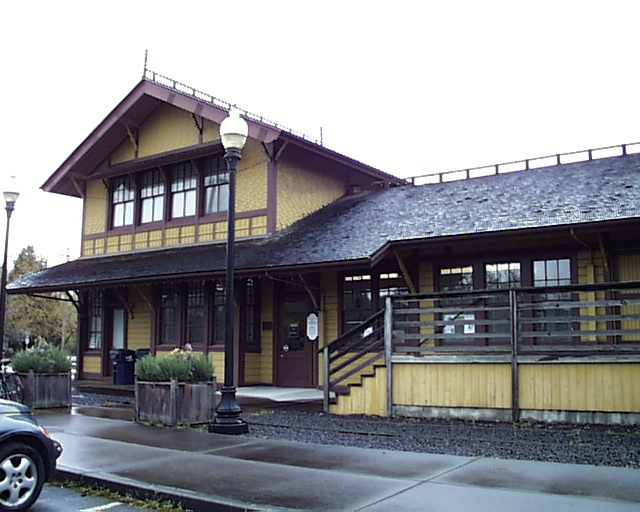
Железнодорожная станция в Спрингфилде

Спрингфилд (англ. Springfield) — город, расположенный в округе Лейн (штат Орегон, США) с населением в 59 403 человека по статистическим данным переписи 2010 года.

## География
По данным Бюро переписи населения США город Спрингфилд имеет общую площадь в 37,3 квадратных километров, водных ресурсов в черте населённого пункта не имеется.
Город Спрингфилд расположен на высоте 139 метров над уровнем моря.
| Показатель                    | Янв. | Фев. | Март | Апр. | Май | Июнь | Июль | Авг. | Сен. | Окт. | Нояб. | Дек. | Год  |
| ----------------------------- | ---- | ---- | ---- | ---- | --- | ---- | ---- | ---- | ---- | ---- | ----- | ---- | ---- |
| Средний суточный максимум, °C | 7    | 10   | 13   | 15   | 19  | 23   | 27   | 27   | 24   | 17   | 11    | 8    | 16   |
| Средняя температура, °C       | 4    | 6    | 8    | 10   | 13  | 16   | 19   | 19   | 16   | 11   | 7     | 4    | 11   |
| Средний суточный минимум, °C  | 0    | 1    | 2    | 4    | 6   | 8    | 10   | 10   | 8    | 5    | 3     | 1    | 4    |
| Норма осадков, мм             | 197  | 142  | 136  | 77   | 60  | 37   | 14   | 22   | 39   | 90   | 190   | 206  | 1208 |
| Источник:                     |      |      |      |      |     |      |      |      |      |      |       |      |      |

## Демография
| Год переписи | Нас.  |  | %±     |
| ------------ | ----- |  | ------ |
| 1860         | 198   |  | —      |
| 1870         | 200   |  | 1%     |
| 1880         | 160   |  | −20%   |
| 1890         | 371   |  | 131,9% |
| 1900         | 353   |  | −4,9%  |
| 1910         | 1838  |  | 420,7% |
| 1920         | 1855  |  | 0,9%   |
| 1930         | 2364  |  | 27,4%  |
| 1940         | 3805  |  | 61%    |
| 1950         | 10807 |  | 184%   |
| 1960         | 19616 |  | 81,5%  |
| 1970         | 27047 |  | 37,9%  |
| 1980         | 41624 |  | 53,9%  |
| 1990         | 44683 |  | 7,3%   |
| 2000         | 52864 |  | 18,3%  |
| 2010         | 59403 |  | 12,4%  |
| 1860–2010    |       |  |        |

По данным переписи населения 2000 года в Спрингфилде проживало 59 403 человека, 13 477 семей, насчитывалось 20 514 домашних хозяйств и 21 500 жилых домов. Средняя плотность населения составляла около 1417,4 человека на один квадратный километр. Расовый состав Спрингфилда по данным переписи распределился следующим образом: 89,64 % белых, 0,71 % — чёрных или афроамериканцев, 1,38 % — коренных американцев, 1,11 % — азиатов, 0,31 % — выходцев с тихоокеанских островов, 3,77 % — представителей смешанных рас, 3,09 % — других народностей. Испаноговорящие составили 6,91 % от всех жителей города.
Из 20 514 домашних хозяйств в 35,3 % — воспитывали детей в возрасте до 18 лет, 45,7 % представляли собой совместно проживающие супружеские пары, в 14,3 % семей женщины проживали без мужей, 34,3 % не имели семей. 25,4 % от общего числа семей на момент переписи жили самостоятельно, при этом 7,8 % составили одинокие пожилые люди в возрасте 65 лет и старше. Средний размер домашнего хозяйства составил 2,55 человек, а средний размер семьи — 3,03 человек.
Население города по возрастному диапазону по данным переписи 2000 года распределилось следующим образом: 27,2 % — жители младше 18 лет, 11,1 % — между 18 и 24 годами, 31,4 % — от 25 до 44 лет, 19,9 % — от 45 до 64 лет и 10,3 % — в возрасте 65 лет и старше. Средний возраст жителей составил 32 года. На каждые 100 женщин в Спрингфилде приходилось 95,8 мужчин, при этом на каждые сто женщин 18 лет и старше приходилось 92,5 мужчин также старше 18 лет.

## В популярной культуре
- Мэтт Грейнинг, создатель известного мультипликационного сериала Симпсоны в интервью журналу Smithsonian в апреле 2012 года сообщил, что городок Спрингфилд в этом сериале был назван в честь города Спрингфилд в штате Орегон[7].